# Майнити симбун

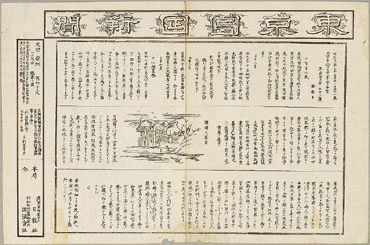
Первый выпуск газеты 21 февраля 1872 года

«Майнити симбун» (яп. 毎日新聞, букв. «Ежедневная газета»; ромадзи: Mainichi Shimbun) — японская национальная ежедневная газета, одна из крупнейших в стране. Издаётся The Mainichi Newspapers Co., Ltd (яп. 株式会社毎日新聞社 Кабусики-гайся Майнити Симбунся).

## История
Газета появилась 21 февраля 1872 года под названием «Tokyo Nichi-Nichi Shimbun». Спустя четыре года, в 1876 году также появилась «Osaka Nippo», в 1888 году переименованная в «Osaka Mainichi Shimbun». В 1911 году «Tokyo Nichi-Nichi Shimbun» и «Osaka Mainichi Shimbun» были объединены. В 1943 году были объединены и их импрессумы под именем «Майнити симбун». 15 января, 2004 года «Майнити симбун» и MSN Japan сообщили о объединении их новостных онлайн-сайтов. В 2007 году стартовал сайт mainichi.jp.
«Майнити симбун» является спонсором старейшего титульного турнира по сёги — мэйдзин (c 2004 г. — совместно с Асахи симбун; обе эти газеты ведут колонки по сёги). Сумма контракта составляет 360 млн. иен (около $4 млн.) в год.

## Достижения
- Первое и на протяжении нескольких лет единственное в СССР иностранное средство массовой информации, которому в 1926 г. удалось получить интервью у И. В. Сталина (следующее интервью Сталина иностранным СМИ было дано только через четыре года, в 1930 г. для «Юнайтед пресс»).[9]